# Sport Sal Rei Club

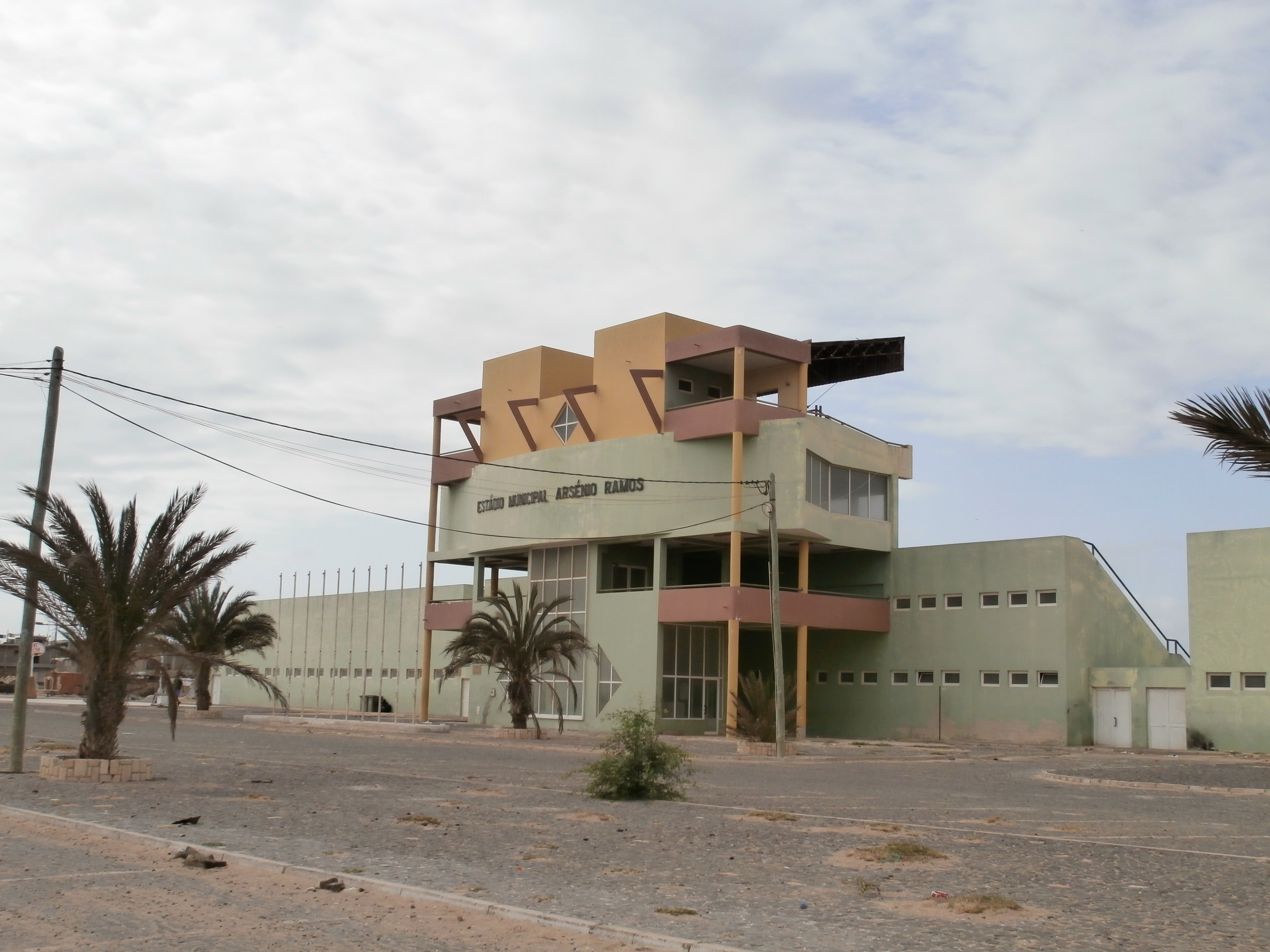
Estádio Arsénio Ramos

L'Sport Sal Rei Club és un club de futbol capverdià de la ciutat de Sal Rei a l'illa de Boa Vista. També té una secció d'atletisme.
Va ser fundat el 28 d'agost de 1952, esdevenint oficial el 3 de juliol de 1992.

## Posició
- 1r (2007-08)
- 1r (2010-11)

## Palmarès
- Lliga capverdiana de futbol: 1[3]
  - Després de la independència: 2004
- Lliga de Boa Vista de futbol: 9[4]
  - 1993/94, 1997/98, 2003/04, 2004/05, 2005/06, 2006/07, 2007/08, 2010/11, 2015/16, 2016/17